# Monte Verde Maravillas
Monte Verde Maravillas är en ort i Mexiko.   Den ligger i kommunen La Concordia och delstaten Chiapas, i den sydöstra delen av landet, 800 km sydost om huvudstaden Mexico City. Monte Verde Maravillas ligger 656 meter över havet och antalet invånare är 167.
Terrängen runt Monte Verde Maravillas är platt åt nordost, men åt sydväst är den kuperad. Runt Monte Verde Maravillas är det glesbefolkat, med 19 invånare per kvadratkilometer. Närmaste större samhälle är Nuevo Resplandor, 9,1 km öster om Monte Verde Maravillas. I omgivningarna runt Monte Verde Maravillas växer huvudsakligen savannskog.